# 汝欲和平，必先備戰

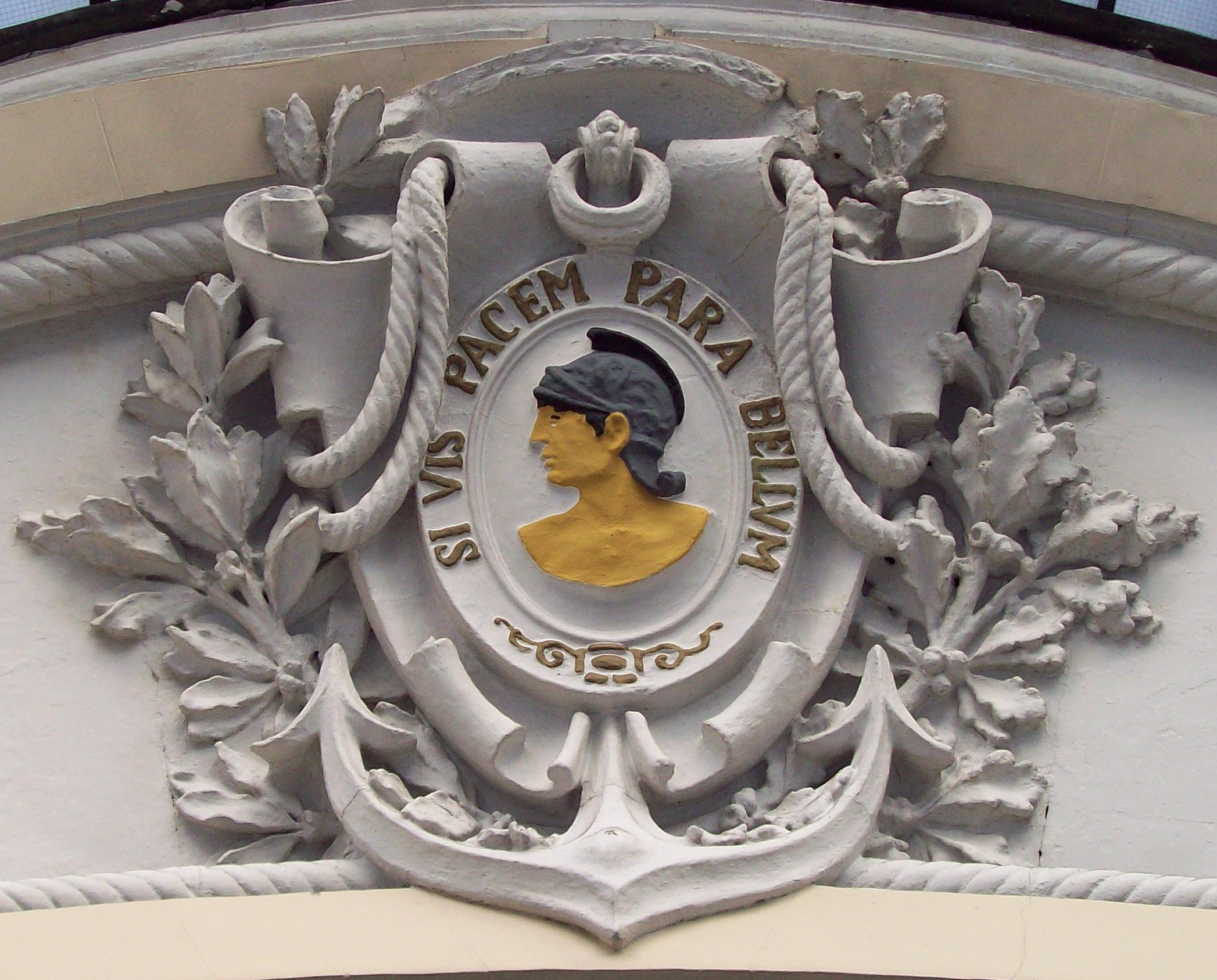
马德里军队文化中心入口处的浮雕，显示拉丁短语“Si vis pacem, para bellum”

汝欲和平，必先備戰（拉丁語：Si vis pacem, para bellum，拉丁語發音：[siː wiːs ˈpaːkẽː ˈpara ˈbɛllũː]）是一句拉丁格言。該格言常指確保人民和平最有效的手段之一始終是做好戰爭的準備。
「汝欲和平，必先備戰」出自拉丁語作者普布利乌斯·弗莱维厄斯·维盖提乌斯·雷纳特斯的《论军事》（公元4世紀或5世紀）第3冊中的陳述，雖然它傳達的想法也出現在其他早期的作品中，如柏拉图的《Nomoi》（法律篇）。這句話提出了一種反直覺的觀點，即和平條件往往建立在做好必要發動戰爭的準備上。

## 延伸閱讀
- Bartholdt, Richard. . Ely, Robert Erskine  (编). . New York: The National Arbitration and Peace Congress. 1907  [2019-06-04]. （原始内容存档于2020-05-08）.. Downloadable Google Books.
- De Bourrienne, Louis Antoine Fauvelet. Phipps, R.W. , 编. . New York: Charles Scribner's Sons. 1895  [2019-06-04]. （原始内容存档于2020-05-09）.
- Duff, Mountstuart Elphinstone Grant. . London: J. Murray. 1899: 28  [2019-06-04]. （原始内容存档于2020-05-09）.
- Grelling, Richard. . Gray, Sir Alexander (trans.). New York: George H. Doran Company. 1918  [2019-06-04]. ISBN 0-665-84477-8. （原始内容存档于2020-05-09）.
- Claude-Henri de Saint-Simon, Barthélémy Prosper Enfantin. . Paris: E. Dentu, Éditeur. 1873  [2019-06-04]. （原始内容存档于2020-05-09）.